# Yarrella
Yarrella és un gènere de peixos pertanyent a la família Phosichthyidae.

## Taxonomia
- Yarrella argenteola (Garman, 1899)[2]
- Yarrella blackfordi (Goode & Bean, 1896)[3][4][5][6][7]